# 서곡초등학교
서곡초등학교는 대한민국 강원특별자치도 원주시에 있는 공립 초등학교이다.

## 학교 연혁
- 1946.10.24 판부공립국민학교 서곡분교장 개교
- 1948.12.14 서곡국민학교 개교(설립인가 10월 20일)
- 1981.03.10 병설유치원 개원
- 1996.03.01 서곡초등학교로 교명 개칭
- 2014.02.13 제65회 졸업식 거행(총 2,548명)
- 2015.03.01 제23대 김종성 교장선생님 부임
- 2015.03.01 9학급 편성

## 참고 자료
- 서곡초등학교 - 한국교육학술정보원 학교알리미